# Fuerza Bruta
 (mai 2019).
Si vous disposez d'ouvrages ou d'articles de référence ou si vous connaissez des sites web de qualité traitant du thème abordé ici, merci de compléter l'article en donnant les références utiles à sa vérifiabilité et en les liant à la section « Notes et références ».
Fuerza Bruta est une compagnie théâtrale argentine et le nom de son spectacle de rue postmoderne.
Le spectacle a été créé en 2003 par Diqui James. La même compagnie a été constituée autour de membres d'une compagnie appelée De La Guarda, créatrice d'un spectacle intitulé Villa Villa.
La compagnie a été chargée des festivités lors du Bicentenario de la Revolución de Mayo en 2010 et de la direction artistique de la cérémonie d'ouverture des Jeux olympiques de la jeunesse de 2018.